# Storm över Jamaica
Storm över Jamaica är en dramafilm från 1965 med originaltiteln A high wind in Jamaica. Filmen bygger på en roman av Richard Hughes.
I huvudrollerna som två pirater som tar en grupp barn tillfånga spelar Anthony Quinn och James Coburn. Filmens regissör Alexander Mackendrick, känd för regin av komedier som Ladykillers, fick här möjligheten att kombinera lätt underhållning med seriöst drama.

## Handling
En brittisk familj har en plantage i Jamaica. Då en orkan ödelägger familjens hem, beslutar de att flytta tillbaka till sitt ursprungliga hem i England för att barnen ska få bildning och en viktoriansk uppväxt. Under resan hem till England kapas deras båt av pirater, och genom ett misstag hamnar barnen i fångenskap på piraternas båt. Ett ovanligt samspel utvecklas mellan de förnäma barnen och de vidskepliga sjömännen, som uppträder som förvuxna barn. Den till början lekfulla stämningen utvecklas mot en tragedi, trots allt som inträffar börjar barnen identifiera sig med sina kidnappare. Boken och filmen har liknats vid Flugornas herre.

## Rollista
| Anthony Quinn     | – Chavez             |
| James Coburn      | – Zac                |
| Deborah Baxter    | – Emily              |
| Dennis Price      | – Mathias            |
| Lila Kedrova      | – Rosa               |
| Nigel Davenport   | – Mr. Thornton       |
| Isabel Dean       | – Mrs. Thornton      |
| Kenneth J. Warren | – Capt. Marpole      |
| Ben Carruthers    | – Alberto            |
| Gert Fröbe        | – Holländsk kapten   |
| Brian Phelan      | – Curtis             |
| Trader Faulkner   | – Pirat              |
| Charles Laurence  | – Tallyman           |
| Charles Hyatt     | – Pirat              |
| Dan Jackson       | – Pirate             |
| Vivienne Ventura  | – Margaret Fernandez |